# Laureano Fuentes Matons
Laureano Fuentes Matons (Santiago de Cuba, 3 de juliol de 1825 − idem. 30 de setembre de 1898) fou un compositor, director d'orquestra i violinista cubà.
Després de donar-se conèixer avantatjada ment com a concertista, es dedicà a la composició, escrivint nombroses sarsueles, cançons a 1 i 2 veus, peces per a piano, obres del gènere religiós, i l'òpera La hija de Jefté, estrenada a Santiago de Cuba el 1875.
Entre les seves fantasies cal recordar: Recurdos de Sibaris i Billet; La sombra de Bellini; Galatea, i de les seves sarsueles cal citar: El do de pecho ó desgracias de un tenor; Me lo ha dicho la portera, i Dos máscaras.